# Ciak d'oro 2000
La 15ª edizione dei Ciak d'oro si è tenuta a Roma il 26 giugno del 2000, nella sede della capitale della Arnoldo Mondadori Editore. La pellicola cinematografica che ottiene il maggior numero di premi è Pane e tulipani di Silvio Soldini con dieci riconoscimenti.

## Vincitori e candidati
I vincitori sono indicati in grassetto, a seguire gli altri candidati.

### Miglior film
- Pane e tulipani di Silvio Soldini[1]

### Miglior regista
- Silvio Soldini - Pane e tulipani

### Migliore attore protagonista
- Bruno Ganz - Pane e tulipani

### Migliore attrice protagonista
- Licia Maglietta - Pane e tulipani

### Migliore attore non protagonista
- Giuseppe Battiston - Pane e tulipani
  - Antonino Bruschetta - Prima del tramonto
  - Francesco Paolantoni - Liberate i pesci!
  - Leo Gullotta - Un uomo perbene
  - Oreste Lionello - I fetentoni

### Migliore attrice non protagonista
- Maya Sansa - La balia
  - Luciana Littizzetto - E allora mambo!
  - Lunetta Savino - Liberate i pesci!
  - Marina Massironi - Pane e tulipani
  - Teresa Saponangelo - Tutto l'amore che c'è

### Migliore opera prima
- Alessandro Piva - LaCapaGira

### Migliore sceneggiatura
- Silvio Soldini, Doriana Leondeff - Pane e tulipani
  - Adele Tulli, Gabriele Muccino, Silvio Muccino - Come te nessuno mai
  - Marco Bechis, Lara Fremder - Garage Olimpo
  - Roberto Andò, Salvatore Marcarelli - Il manoscritto del principe
  - Gianluca Maria Tavarelli - Un amore

### Migliore fotografia
- Luca Bigazzi - Pane e tulipani
  - Danilo Desideri - C'era un cinese in coma
  - Giovanni Cavallini - Guardami
  - Giuseppe Lanci - La balia
  - Pietro Sciortino - Un amore

### Migliore sonoro
- Maurizio Argentieri - Pane e tulipani
  - Remo Ugolinelli - Preferisco il rumore del mare
  - Glauco Puletti - Prima del tramonto
  - Roberto Petrozzi, Decio Trani - Tutto l'amore che c'è
  - Mario Iaquone - Un amore

### Migliore scenografia
- Simona Migliotti - La balia
  - Francesco Bronzi - Canone inverso - Making Love
  - Alessandro Marrazzo - Guardami
  - Giancarlo Muselli - Il manoscritto del principe
  - Paola Comencini - Liberate i pesci!

### Migliore montaggio
- Jacopo Quadri - Garage Olimpo
  - Claudio Di Mauro - Come te nessuno mai
  - Paolo Marzoni - E allora mambo!
  - Mauro Bonanni - Harem Suare
  - Massimo Fiocchi - Preferisco il rumore del mare

### Migliore costumi
- Sergio Ballo - La balia
  - Grazia Colombini - Appassionate
  - Alfonsina Lettieri - Canone inverso - Making Love
  - Claudio Cordaro - Il manoscritto del Principe
  - Katia Dottori - La via degli angeli

### Migliore colonna sonora
- Giovanni Venosta - Pane e tulipani
  - Ennio Morricone - Canone inverso - Making Love
  - Paolo Buonvino - Come te nessuno mai
  - Luca Testoni, Piero Guerrera - E allora mambo!
  - Pivio, Aldo De Scalzi - Harem Suare

### Miglior manifesto
- Pane e tulipani

### Migliore film straniero
- American Beauty di Sam Mendes

### Miglior film in videocassetta
- Fuori dal mondo di Giuseppe Piccioni